# Tollense
Tollense är en 68 km lång biflod till Peene  i nordtyska förbundslandet Mecklenburg-Vorpommern. Ån avvattnar en yta av 1 829 km² och har en medelvattenföring av 6,29 m³/s.

## Sträckning
Ån kommer från Mürzsee i Blumenholz, flyter genom Tollensesjön, som är belägen söder om staden Neubrandenburg. Väster om staden passerar ån Tollense Neubrandenburg och rinner i nordlig riktning. 15 kilometer norr om Neubrandenburg genomflyter ån staden Altentreptow. Vid orten Klempenow vänder sig ån mot nordväst eller väst och mynnar ut i Peene floden vid staden Demmin.

## Historia
Vid en arkeologisk utgrävning i Tollensedalen (nära Altentreptow) hittades mänskliga skallar och ben (av 100 människor), knölpåk och hästben, som daterades till bronsåldern  (1200 f. Kr.).  Arkeologer har trott att fyndplatsen var belägen nära ett slagfält från bronsåldern. Till exempel uppvisade de mänskliga skelettdelarna fysiska trauma, som har varit betingad av pilar och andra yttre våld. Senare forskning antyder att det i stället kan handla om ett överfall på en handelskaravan.

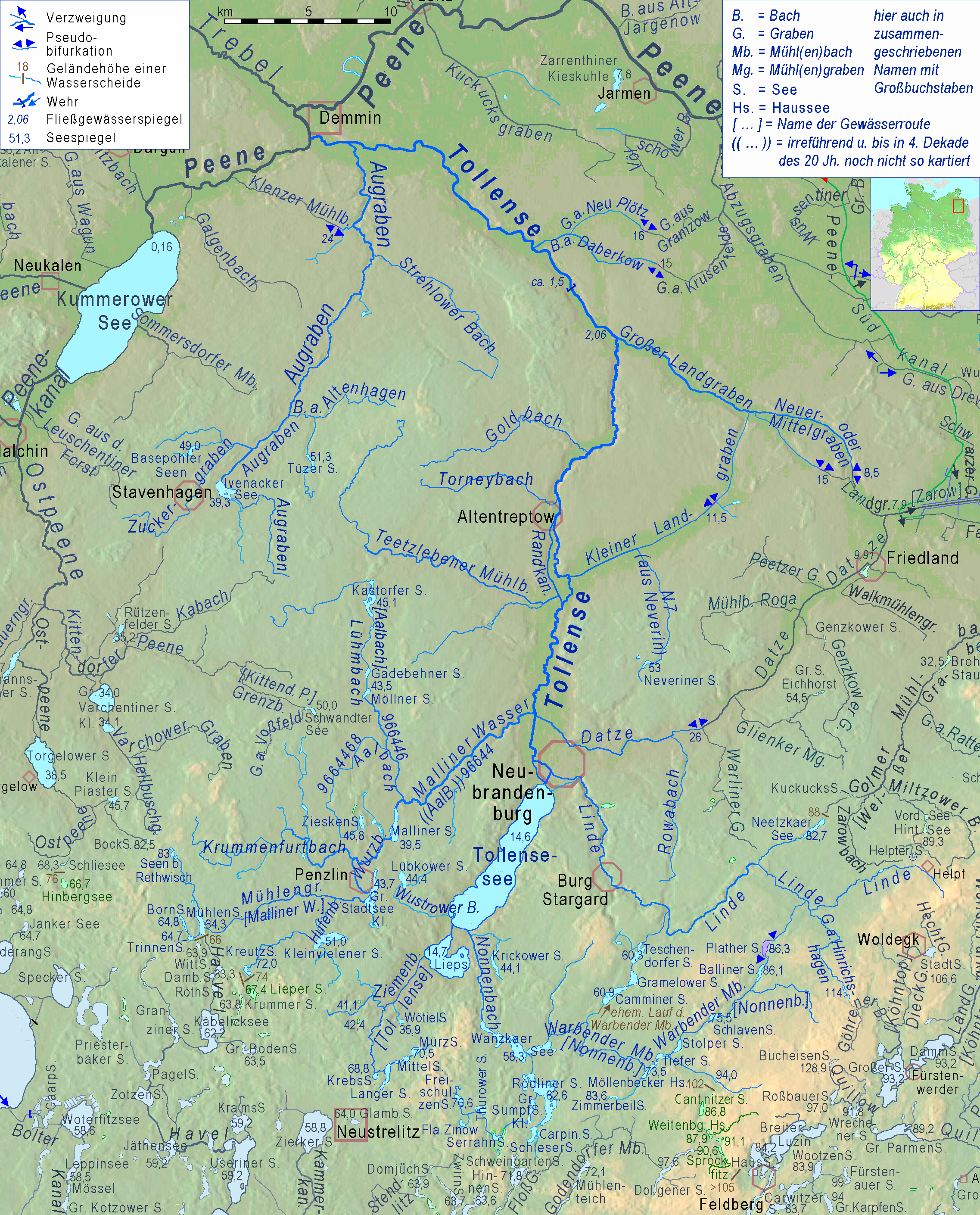
Åns läge mellan Neubrandenburg och Demmin